# Carlos do Carmo

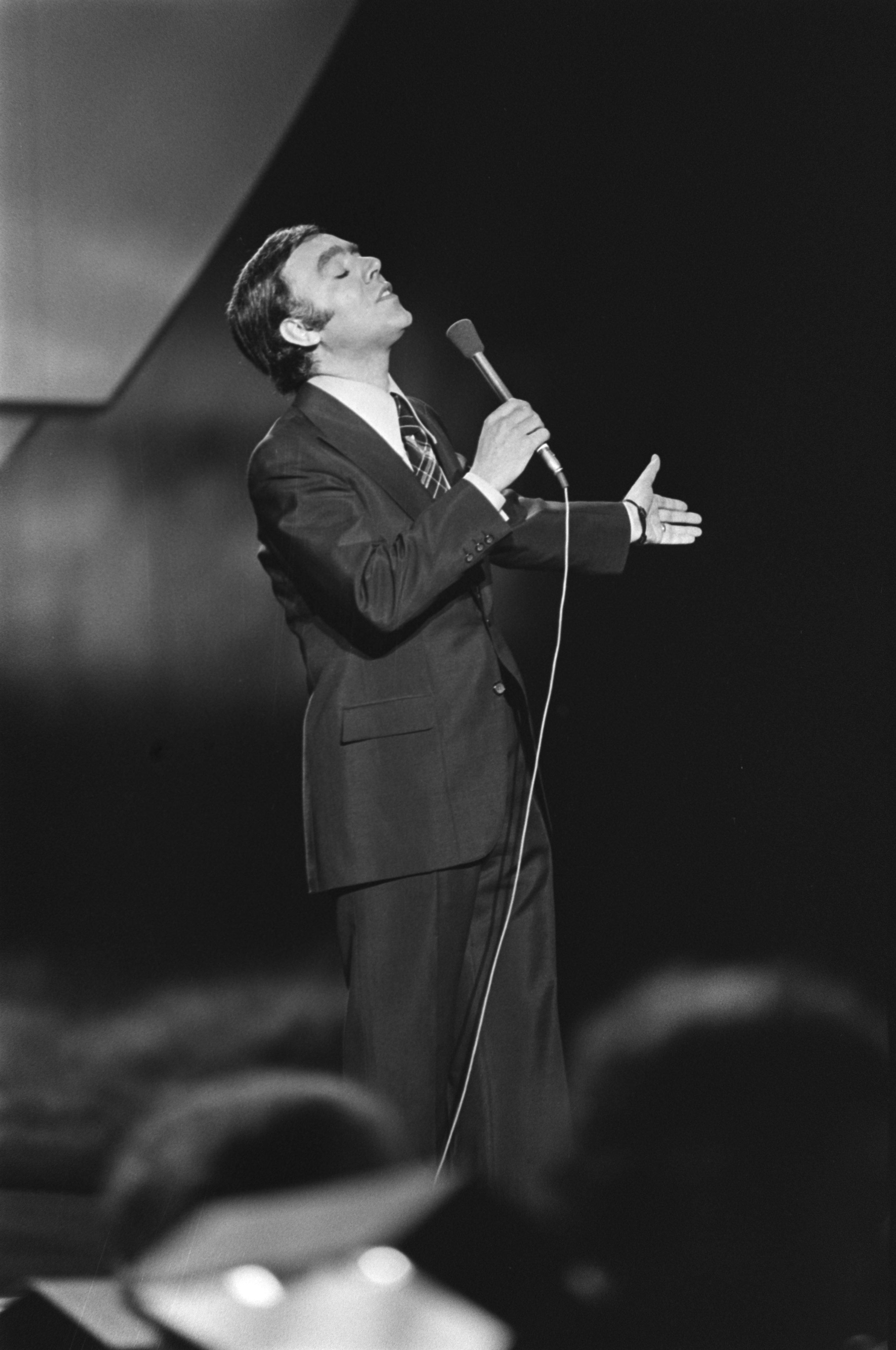
Carlos do Carmo tijdens het Eurovisie Songfestival in Den Haag in 1976.

Carlos Alberto de Ascensão do Carmo de Almeida (Lissabon, 21 december 1939 – aldaar, 1 januari 2021), beter bekend als Carlos do Carmo, was een Portugees fadozanger.

## Biografie
Do Carmo was de zoon van Alfredo Almeida en de prominente fadozangeres Lucília do Carmo. Zijn ouders hadden een fadohuis in Lissabon. Toen zijn vader overleed, kreeg Carlos de verantwoordelijkheid over het fadohuis. In 1963 maakte hij zijn eerste plaatopnamen.
Fado had tijdens het dictatoriale regime van de Estado Novo (1933-1974) een negatief imago gekregen. Veel artiesten hadden zich niet actief tegen het regime verzet. Na de Anjerrevolutie (1974) keerden veel Portugezen zich daarom tegen fado. Carlos do Carmo was een bekend sympathisant van de Communistische Partij en wist zich aan de kritiek te onttrekken, ook vanwege zijn politieke teksten. Hiermee hielp hij om het imago van fado te herstellen.
In 1997 en 1998 presenteerde Do Carmo een eigen talkshow op de Portugese televisie. Ook werkte hij mee aan de muziekfilm Fados van Carlos Saura (2007).
In 2013 bracht hij het album Fado É Amor uit, waarop hij duetten zong met Ricardo Ribeiro, Camané, Mariza, Ana Moura, Cristina Branco, Carminho, Mafalda Arnauth, Aldina Duarte, Raquel Tavares en Marco Rodrigues. Op zijn laatste album E Ainda... (uitgebracht in 2021) vertolkte hij gedichten van José Saramago, Sophia de Mello Breyner, Herberto Helder en Jorge Palma.

### Stijl en invloed
Carlos do Carmo was een bekende fadozanger in de stijl van Lissabon. Hij was een belangrijk vernieuwer van de fado. Hij deed dit onder andere door invloeden van jazz, bossanova en chansons toe te laten in zijn muziek. Do Carmo werkte met een orkest in plaats van alleen met enkele gitaristen, zoals gebruikelijk was in de traditionele fado. Daarnaast koos hij voor moderne arrangementen en literaire poëzie. Zijn album Um Homem na Cidade was een van de meest invloedrijke fado-albums. Een van zijn belangrijkste inspiratiebronnen was Frank Sinatra.

### Internationaal succes
Buiten Portugal was Do Carmo onder meer bekend vanwege zijn deelname aan het Eurovisiesongfestival 1976. Met het nummer Uma flor de verde pinho had hij eerder Festival da Canção gewonnen, de Portugese preselectie voor het liedjesfestival. Op het Eurovisiesongfestival eindigde hij op de twaalfde plek.
Do Carmo gaf optredens in vele steden binnen en buiten Portugal, waaronder Lissabon (Coliseu dos Recreios), Parijs (Olympia), Londen (Royal Albert Hall), Amsterdam (Carré), Frankfurt (Alte Oper), New York, Montréal en Rio de Janeiro.

### Overlijden
Op 1 januari 2021 overleed Carlos do Carmo, op 81-jarige leeftijd, in het Santa Maria-ziekenhuis in Lissabon, waar hij een dag eerder met een aneurysma was opgenomen. De premier António Costa heeft een Dag van nationale rouw afgekondigd op 4 januari, de dag van zijn uitvaart nabij Basílica da Estrela.

## Prijzen en onderscheidingen
- Commandeur in de Orde van de Infant Dom Henrique (1997)[13]
- Globo de Ouro (Portugese Golden Globe) (1998)[9]
- Goya Award[2] (2008)
- Latin Grammy Lifetime Achievement Award[14] (2014)
- Grootofficier in de Orde van Verdienste (2016)[13]

## Discografie
- Fado em Tom Maior (1964)
- Não Se Morre de Saudade (1967)
- Carlos do Carmo (1970)
- No Curto-Circuito (1970)
- Canoas do Tejo (1972)
- Uma Canção para a Europa (1973)
- Por Morrer uma Andorinha (1973)
- Ao Vivo na Ópera de Frankfurt (Alte Oper Frankfurt) (1983)
- Fado Lisboa – An Evening at The "Faia" (met Lucília do Carmo, 1974)
- Um Homem na Cidade (1977)
- Dez Fados Vividos (1978)
- Um Homem no País (1983)
- Um Homem no Mundo (1983)
- Mais do Que Amor É Amar (1986)
- Que Se Fez Homem de Cantar (1990
- Ao Vivo no CCB (1999)
- Margens (1999)
- Nove fados e uma canção de amor (2002)
- Do Tempo do Vinil (2003)
- Ao Vivo – Coliseu dos Recreios – Lisboa (2004)
- A Arte e a Música de Carlos do Carmo (2006)
- À Noite (2007)
- Carlos do Carmo & Bernardo Sassetti (2010)
- Maria João Pires / Carlos do Carmo (met Maria João Pires, 2012)
- Fado É Amor (2013)
- E Ainda (2021)

1964: António Calvário · 
1965: Simone de Oliveira · 
1966: Madalena Iglésias · 
1967: Eduardo Nascimento · 
1968: Carlos Mendes · 
1969: Simone de Oliveira · 
1971: Tonicha · 
1972: Carlos Mendes · 
1973: Fernando Tordo · 
1974: Paulo de Carvalho · 
1975: Duarte Mendes · 
1976: Carlos do Carmo · 
1977: Os Amigos · 
1978: Gemini · 
1979: Manuela Bravo · 
1980: José Cid · 
1981: Carlos Paião · 
1982: Doce · 
1983: Armando Gama · 
1984: Maria Guinot · 
1985: Adelaide Ferreira · 
1986: Dora · 
1987: Nevada · 
1988: Dora · 
1989: Da Vinci · 
1990: Nucha · 
1991: Dulce Pontes · 
1992: Dina · 
1993: Anabela · 
1994: Sara Tavares · 
1995: Tó Cruz · 
1996: Lúcia Moniz · 
1997: Célia Lawson · 
1998: Alma Lusa · 
1999: Rui Bandeira · 
2001: MTM · 
2003: Rita Guerra · 
2004: Sofia Vitória · 
2005: 2B · 
2006: Nonstop · 
2007: Sabrina · 
2008: Vânia Fernandes · 
2009: Flor-de-Lis · 
2010: Filipa Azevedo · 
2011: Homens da Luta · 
2012: Filipa Sousa · 
2014: Suzy · 
2015: Leonor Andrade · 
2017: Salvador Sobral · 
2018: Cláudia Pascoal · 
2019: Conan Osíris · 
2021: The Black Mamba · 
2022: Maro · 
2023: Mimicat · 
2024: Iolanda · 
2025: Napa
- Biblioteca Nacional de España: XX1581947
- Bibliothèque nationale de France: cb13966141p (data)
- Gemeinsame Normdatei: 1056232080
- International Standard Name Identifier: 0000 0000 7839 854X
- Library of Congress Control Number: no98033758
- MusicBrainz: d69e14f1-4276-4935-a5d0-495bb11a109c
- Nationale Bibliotheek van Tsjechië: xx0030683
- Nationale Bibliotheek van Israël: 987007352351905171
- Nederlandse Thesaurus van Auteursnamen: 096778741
- Réseau des bibliothèques de Suisse occidentale: 02-A020214053
- Système universitaire de documentation: 132466589
- Virtual International Authority File: 99500308